# Hopea tenuinervula
Hopea tenuinervula är en tvåhjärtbladig växtart som beskrevs av Peter Shaw Ashton. Hopea tenuinervula ingår i släktet Hopea och familjen Dipterocarpaceae. Inga underarter finns listade i Catalogue of Life.